# Особняк Серебряковой
Дом, известный как особняк Серебряковой, был возведен в 1900—1902 годах по проекту архитектора Б. И. Гиршовича и расположен в Санкт-Петербурге по адресу Набережная Кутузова, 22 и Гагаринская улица, 2. Памятник петербургского модерна, объект культурного наследия регионального значения с 1992 года.

## История
Здание на набережной Кутузова на месте особняка существовало уже в 1819 году. Тогда это было трёхэтажное строение, выполненное в стандартном для того времени классическом стиле, но без ордера. Помещения в этом доме сдавались внаём. В 1820-е оно перешло во владение первой жены генерал-адъютанта М. Е. Храповицкого (впоследствии — военного губернатора Санкт-Петербурга), который уже в 1832 году переписал этот дом на своё имя. В 1833 году Софья Алексеевна умерла, но уже в 1834 году на тот момент генерал-лейтенант женился на княжне Анастасии Сергеевне Щербатовой, которой после смерти Храповицкого в 1847 этот дом принадлежал вплоть до её смерти в 1889 году.
В 1892 году освободившийся дом приобретает для жены председатель окружного суда сенатор Владимир Ратьков-Рожнов. В 1900 году его дочь Ольга заключила брак с полковником лейб-гвардии Кавалергардского полка М. А. Серебряковым, в связи с чем было решено подарить ей этот участок. Первоначальная задумка заключалась в перестройке старого здания по набережной Кутузова, а также в возведении флигеля по Гагаринской улице, однако расчленённость получающегося комплекса не понравилась заказчикам и старый дом на набережной снесли.
Новый дом, сохранившийся до настоящего времени, возводился в 1900—1902 годах по проекту архитектора Бориса Гиршовича и после завершения работ стал одним местом проведения многочисленных светских приемов начала XX века.
После революции Серебряковы отправились в эмиграцию, а здание приобрело административную функцию, в нём размещались различные государственные учреждения. В 1930-е в здание размещался Центральный Польский педагогический техникум, готовивший учителей. В 1960-е в здании находилось проектно-конструкторское бюро «Главленстройматериалы», учебно-производственный комбинат.
В 2000-е в здании размещался Совет ветеранов, снимался телесериал «Тайны следствия», а дом был сдан в аренду ООО «Кутузова, 22».
В 2020 году здание было оценено в 190 миллионов рублей и выставлено на продажу в Российском аукционном доме. 27 ноября 2020 года здание было приобретено на аукционе за 250 миллионов рублей Европейским университетом в Санкт-Петербурге, которому также принадлежит дом 6 по Гагаринской улице.